# Templo de César
El templo de César o templo del Divino Julio o de César Divinizado (en latín, Aedes Divi Iuli o Templum Divi Iuli; en italiano, Tempio del Divo Giulio) también conocido como templo del Deificado Julio César, delubrum, heroon o Templo de la Estrella cometa, es una estructura antigua en el Foro de Roma, Italia, situada cerca de la Regia y el templo de Vesta.

## Ubicación
El templo cerró el último lado que aún estaba abierto en el Foro Romano, al este, entre la basílica Emilia y el templo de Cástor y Pólux. Delante del podio se construyó una tribuna, los rostra del divino Julio (Rostra ad Divi Iulii), que estaban enfrente de los Rostra imperiales al otro lado de la explanada del Foro.

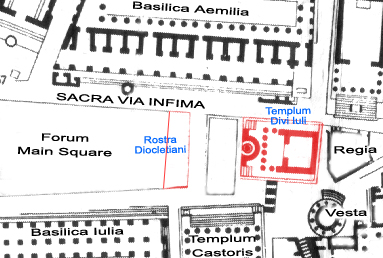
El Foro Romano con el plano y la ubicación del templo de Divus Iulius y de la tribuna Diocletiani (ambos en rojo).

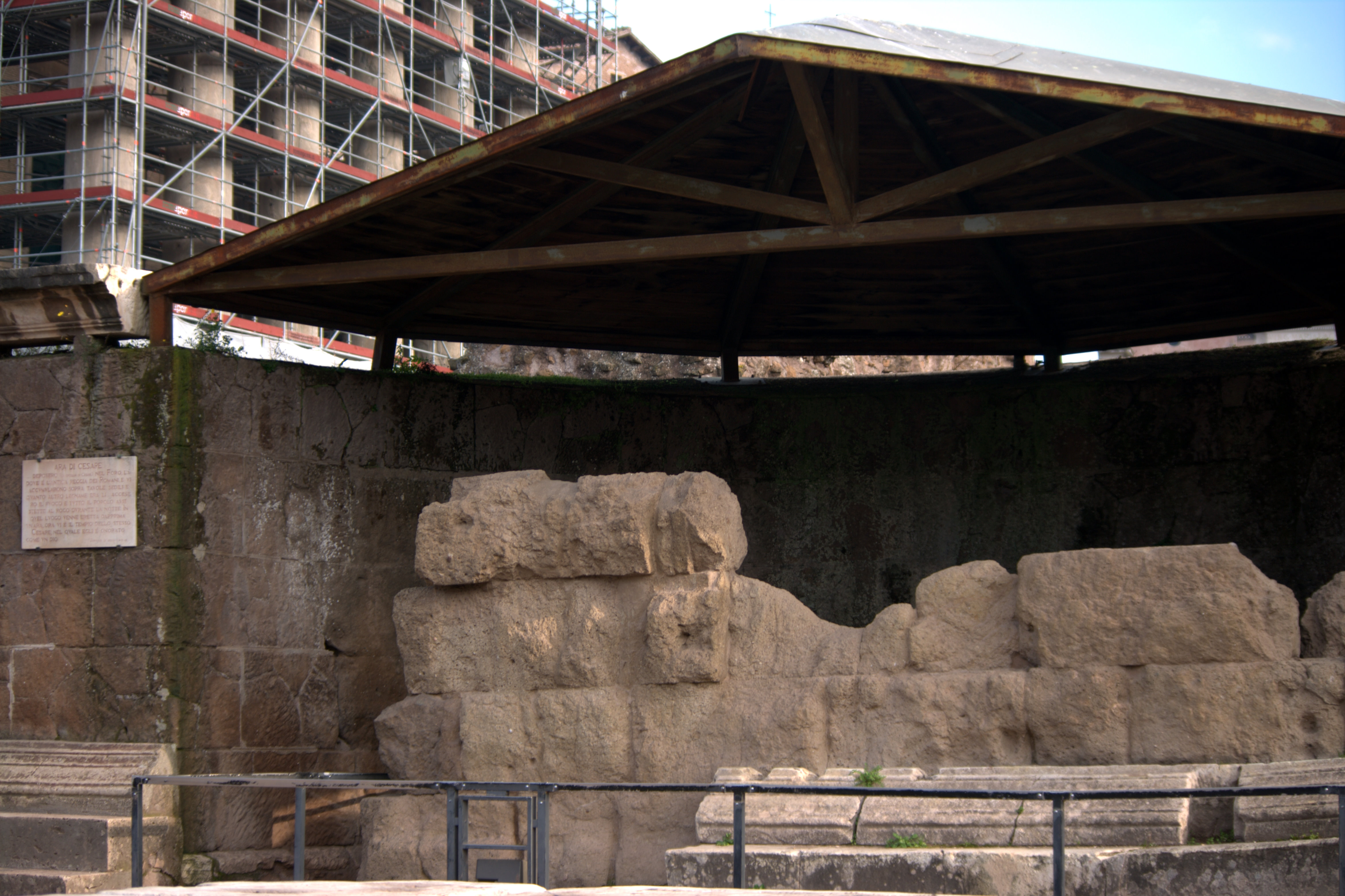
Templo de Julio César.

## Función
El templo fue dedicado al culto del cometa (bautizado sidus Iulium) que apareció poco después del asesinato de César y que se consideró como la manifestación del alma de César divinizado.

Un cometa es objeto de culto en un solo lugar del mundo entero: en un templo de Roma. Fue considerado absolutamente propicio por el Divino Augusto en persona, ya que apareció cuando él iniciaba su reinado, durante los juegos que ofrecía a Venus Generadora, no mucho después de la muerte de César, su padre, en el colegio fundado por él. Precisamente manifestó su alegría en los siguientes términos: «en los mismos días de mis juegos se ha visto una estrella de cola durante siete días en la parte septentrional del cielo. [...] Con esta estrella la gente creyó que se indicaba que el alma de César había sido admitida entre los númenes de los dioses inmortales y en nombre de ello se le añadió como distintivo a la cabeza de la estatua que poco después hemos consagrado en el foro».

## Historia
El templo fue comenzado por Augusto en el año 42 a. C. después de que el Senado deificase a Julio César tras su muerte. Augusto dedicó el templo próstilo (todavía no se sabe si era jónico, corintio o compuesto) a César, su padre adoptivo, el 18 de agosto de 29 a. C., tras la batalla de Accio. Se encuentra en el lado este de la plaza principal del Foro Romano, entre la Regia, el templo de Cástor y Pólux y la basílica Emilia, en el sitio de la cremación de César y donde se leyó el testamento de César, en voz alta, por Marco Antonio, durante el funeral.
César fue el primer gobernante de Roma en ser deificado y en ser honrado con un templo. Un cuarto flamen maior le fue dedicado después del año 44 a. C., y Marco Antonio fue el primero que sirvió como Flamen Divi Julii, sacerdote del culto a César. 

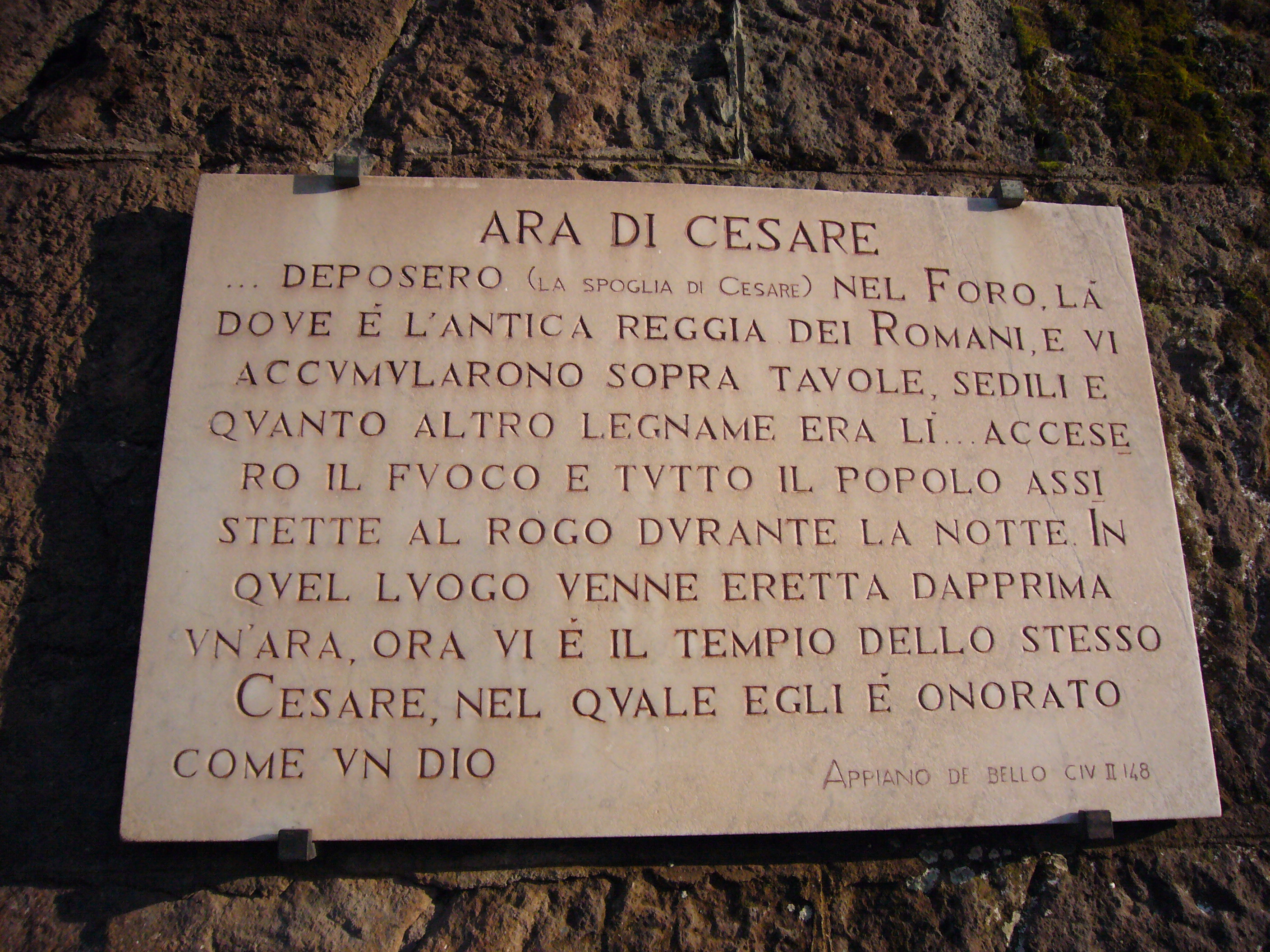
Placa conmemorativa junto al altar de César.

La alta plataforma sobre la que se construyó el templo sirvió de tribuna o rostra (Rostra ad divi Iuli) y, al igual que la tribuna en el extremo opuesto del Foro, fue decorada con los mascarones de los buques tomados en la batalla de Accio.
El templo de César fue el único templo dedicado enteramente al culto de un cometa (al que se aludía como «estrella cometa»). El cometa apareció algún tiempo después de la muerte de César (44 a. C.) y se consideró que era el alma del deificado Julio César y el símbolo del «nuevo nacimiento» de Augusto como único gobernante romano y emperador. En la cultura griega y romana, el cometa es un adjetivo determinar la característica distintiva de una estrella especial. Así "estrella cometa" significa "estrella de pelo largo", y fue representado de esta manera en las monedas y monumentos. 
La "Estrella divina" fue representada en monedas, y probablemente venerada en el templo mismo, como una "estrella cometa" o como una "simple estrella". La simple estrella ha sido utilizada como un símbolo general de la divinidad desde el año 44 a. C., como puede verse en la serie de monedas de ese año; después de la aparición del cometa, la estrella sencilla se transformó en un cometa mediante la adición de una cola a uno de los rayos de la estrella simple, tal como se ve en series de monedas de 37-34 a. C., 19-18 a. C. y 17 a. C.
Según Apiano el lugar cerca de la Regia y probablemente parte de la plaza principal del Foro Romano fue una segunda opción, ya que la primera intención del pueblo romano era enterrar a César en la colina Capitolina entre los otros dioses de Roma. Sin embargo, los sacerdotes romanos les impidieron hacerlo (supuestamente porque la cremación era considerada insegura debido a las muchas estructuras de madera que había allí). Después del asesinato de César en la Curia de Pompeyo en el Campo de Marte, su cuerpo fue expuesto en el Foro Romano, cerca de la Regia, que era la sede personal de César como Pontífice Máximo. Después de una violenta disputa sobre la pira funeraria y el destino de las cenizas de César, el pueblo romano, los partidarios de César y los hombres de la familia de César decidieron construir la pira en ese lugar. Parece que en ese mismo lugar en ese momento había un tribunal praetoris sub divo con gradus conocido como el tribunal Aurelium, una estructura construida por C. Aurelio Cota alrededor del año 80 a. C. cerca del llamado puteal Libonis, un bidental utilizado para los juramentos sagrados antes de los juicios. Después del funeral de César y la construcción del templo, este tribunal fue luego trasladado enfrente del templo de César, probablemente a la ubicación de los llamados Rostra Diocletiani.
El cadáver de César se llevó al Foro Romano en un sofá de marfil y configurado en la tribuna en un santuario dorado realizado a semejanza del templo de Venus Genetrix, la diosa de quien los Julios afirmaban descender. Marco Antonio pronunció su famoso discurso, al que siguió la lectura pública del testamento de César, mientras que en un dispositivo mecánico, situado por encima del mismo féretro, giraba una imagen de César hecha de cera, de manera que el pueblo viese claramente las 23 heridas en todas las partes del cuerpo y en la cara. Así que la multitud, conmovida por las palabras de Marco Antonio, el testamento de César y la visión de la imagen de cera, intentó -pero fracasó- llevarse el cadáver al Capitolio para descansar entre los dioses. Al final, el cadáver fue colocado en una pira funeraria puesta cerca de la Regia usando todos los objetos de madera disponibles en el foro, como bancos de madera, y la gran cremación duró toda la noche. Parece que se había preparado un funeral corriente para César en el Campo de Marte.
Un altar y una columna fueron erigidos rápidamente en el lugar de la cremación para el culto al Pontífice Máximo asesinado, un hombre sagrado, contra quien estaba estrictamente prohibido usar armas y objetos cortantes. La columna era de piedra amarilla de Numidia y tenía la inscripción Parenti Patriae,··, es decir, para el fundador de la nación. Pero este primer monumento fue retirado hacia finales del mes de abril de 44 a. C. por Dolabella, del partido anti-cesariano. En el 42 a. C., poco después de la batalla de Filipos, el Senado ordenó, por orden de los triunviros Octavio, Lépido y Marco Antonio, la construcción de un templo a César. en el lugar donde estuvieron los monumentos honoríficos destruidos, dedicado a Julio César que había sido divinizado, primer ejemplo de divinización póstuma en Roma. 
Algún tiempo después de la muerte de César, apareció un cometa en el cielo de Roma y fue claramente visible todos los días durante siete días, empezando una hora antes de la puesta de sol. Este cometa apareció por primera vez durante los juegos rituales en frente del templo de Venus Genetrix, la supuesta antepasada de la familia Julia en el foro de César, y muchos en Roma pensaron que era el alma de César deificado llamada a unirse a los otros dioses. Después de la aparición de ese signo Augusto pronunció un discurso público que explicaba la aparición del cometa. El discurso se conoce, como se ha visto en parte, gracias a la transcripción parcial que hizo Plinio el Viejo. Después del discurso público Augusto acuñó unas pocas series de monedas dedicadas a la estrella cometa y al César divinizado ("Divus Iulius") que se distribuyeron ampliamente, de manera que es posible tener una idea de la representación de la estrella cometa del deificado Julio César.
Durante su discurso público sobre la aparición del cometa, Augusto especificó que él mismo, el nuevo gobernante del mundo, nació políticamente en el mismo momento en que su padre Julio César apareció como un cometa en el cielo de Roma. Su padre estaba anunciando el nacimiento político de su hijo adoptivo; fue él quien nació bajo el cometa, y a quien anunciaba la aparición del cometa. Otras profecías mesiánicas sobre Augusto las cuenta Suetonio, incluyendo la historia de la masacre de inocentes concebida para matar al joven Octavio poco después de su nacimiento. Augusto quería ser considerado el verdadero sujeto de cualquier clase de profecías y relatos mesiánicos. Posteriormente durante su reinado, ordenó que todos los demás libros sobre temas mesiánicos fueran reunidos y destruidos. El templo por lo tanto acabó representando tanto a Julio César como un ser divinizado como al propio Augusto como el renacido bajo el cometa. La estrella cometa en sí fue objeto de veneración pública.
La consagración del templo duró muchos días, durante los cuales se llevaron a cabo reconstrucciones del sitio de Troya, juegos de gladiadores, escenas de caza y banquetes. Durante esta ocasión, un hipopótamo y un rinoceronte se mostraron en Roma por primera vez. Parece que las puertas del templo se dejaban abiertas de modo que era posible ver la imagen del pontífice máximo deificado Julio César desde la plaza principal del Foro Romano. Si esto es cierto, la nueva interpretación acerca de la ubicación de los rostra de Diocleciano y los Rostra ad Divi Iuli no puede ser correcta. 
Augusto solía dedicar los botines de guerra a este templo. El altar y el santuario conferían el derecho de asilo. Cada cuatro años se celebraba una fiesta en frente de los Rostra ad Divi Iuli en honor de Augusto. Los Rostra fueron utilizados para presentar discursos fúnebres por los emperadores. Druso y Tiberio pronunciaron un doble discurso en el Foro; Druso leyó su discurso desde los Rostra Augusti y Tiberio leyó el suyo desde los Rostra ad Divi Iuli, uno frente al otro. El emperador Adriano pronunció lo que quizá fue un discurso funerario desde los Rostra ad Divi Iuli en el año 125, como puede verse en la serie de monedas acuñadas para la ocasión.
El templo fue destruido por un incendio bajo Septimio Severo que lo hizo restaurar. 
Los vestigios del templo fueron puestos de manifiesto tras las excavaciones emprendidas en el Foro en 1872. Otras excavaciones se llevaron a cabo entre 1888 y 1899 bajo la dirección de Giacomo Boni, después de 1950.
El resto de una columna (interpretado como un altar circular) marca -según la tradición- el lugar donde César fue incinerado; actualmente, los romanos depositan allí flores, o arrojan monedas.

## Arquitectura
El templo permaneció casi intacto hasta finales del siglo XV, cuando su mármol y su piedra se reutilizaron en la construcción de nuevas iglesias y palacios. Sólo se han conservado partes del núcleo de cemento de la plataforma.
El plano de este templo no se encuentra en la Forma Urbis Imperial. Los fragmentos restantes de esta zona del Foro Romano están todos en las placas V-11, VII-11, VI-6 y muestran planos de la Regia, el templo de Cástor y Pólux, la Fuente y Lacus Iuturnae, la Basílica Julia y la Basílica Emilia. Vitruvio escribió que el templo fue un ejemplo de porche frontal picnóstilo, con seis columnas muy próximas entre sí en la parte frontal. Sin embargo, la disposición real de las columnas es más incierto, ya que podría ser tanto próstilo como períptero.
El tipo de orden utilizado originalmente para este templo es todavía incierto. Monedas antiguas con representaciones del templo del Divino Julio sugieren que las columnas eran jónicas o compuestas, pero los arqueólogos han encontrado en el lugar fragmentos de capiteles de pilastras corintias. Algunos estudiosos formulan la hipótesis de que el templo tenía un pronaos jónico combinado con pilastras corintias en las paredes de la cella, es decir, en las esquinas de la cella; otros estudiosos consideran el templo era totalmente corintio y la evidencia monetaria simplemente es una mala representación de columnas corintias. La distinción entre una columna corintia y otra compuesta surgió en el Renacimiento y no es algo que los romanos diferenciasen. En la Antigua Roma, corintio y compuesto era parte del mismo orden. Parece que el estilo compuesto era común en los edificios civiles y arcos exteriores y menos común en el exterior de templos. Muchos templos y edificios religiosos de la época de Augusto eran corintios, como el templo de Marte Ultor, la Maison Carrée en Nimes y otros.
El templo fue destruido por un incendio durante el reinado de Septimio Severo y luego restaurado. Las comparaciones con monedas de la época de Augusto y Adriano sugieren la posibilidad de que el orden del templo hubiera cambiado a lo largo de la restauración de Septimio Severo. El entablamento y la cornisa hallados en el lugar tienen una estructura de modillones y rosas típica del orden corintio.

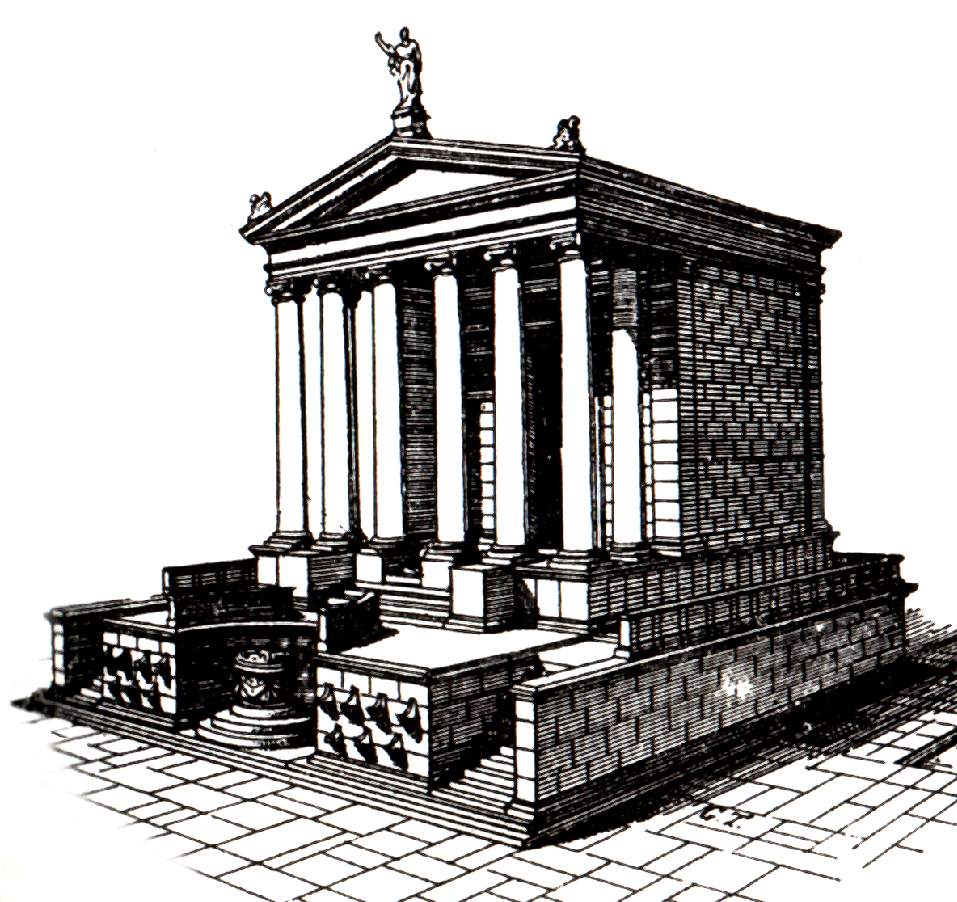
Reconstrucción del templo del Divino Julio según Christian Hülsen

La posición original de la escalera del podio también es incierta. Pudo haber estado en el frente y en los lados del podio, o en la parte trasera y los lados del podio. La posición en la parte posterior es un modelo de reconstrucción sobre la base de una similitud hipotética entre este templo y el templo de Venus Genetrix en el foro de César. Esta similitud no se ha probado y se basa simplemente en el hecho de que durante el funeral público y el discurso de Marco Antonio, el cuerpo de Julio César estaba en un sofá de marfil y en un santuario dorado inspirado en el templo de Venus Genetrix. La posición frontal se basa en algunas pruebas procedentes de las excavaciones del siglo XIX y la impresión general del yacimiento, y las representaciones en las monedas antiguas.

### Rostra

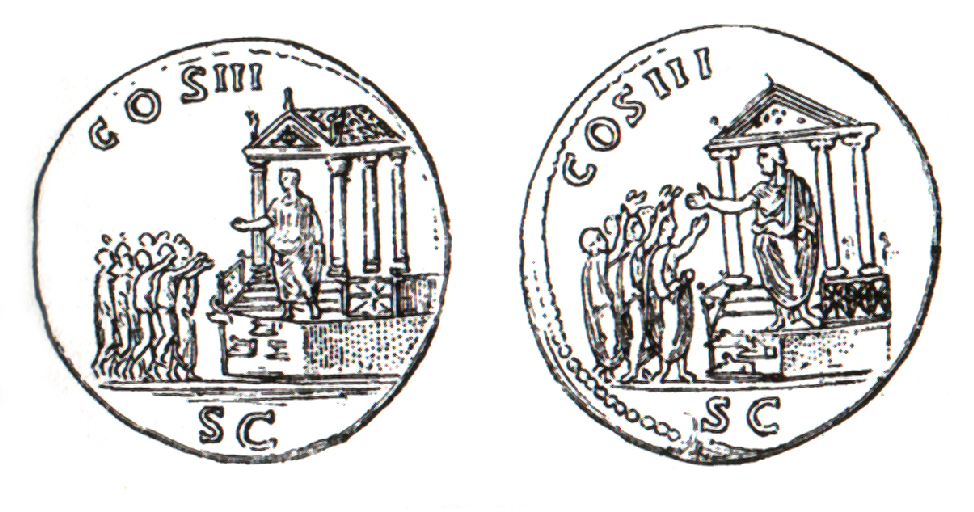
Moneda de la época de Adriano de los años 125-128, con una representación del templo del Divino Julio. Se ven los Rostra ad Divi Iuli, la colocación del podio y el templo.

Dión Casio habla de que se unieron los mascarones de la batalla de Accio al podio. Los llamados Rostra ad Divi Iuli era un podio utilizado por los oradores para los discursos oficiales y civiles, y en especial para las oraciones fúnebres imperiales. El podio es claramente visible en las monedas de la época de Adriano y en los anaglifos de Trajano, pero la conexión entre el podio de los rostra y la estructura del templo no es evidente.
Así también en este caso hay muchas reconstrucciones hipotéticas de la disposición general de los edificios de esta parte del Foro Romano. Según una, el podio de los Rostra estaría unido al templo del Divino Julio y sería en realidad el podio del templo dl Divino Julio con los espolones unidos en una posición frontal. De acuerdo con otras reconstrucciones, el podio de los Rostra era una plataforma separada construida al oeste del templo del Divino Julio y directamente enfrente de él, de manera que el podio del Templo del Divino Julio no sería la plataforma usada por los oradores para sus discursos ni la plataforma a la que se unían los espolones de las naves capturadas en Accio. Este podio separado e independiente, conocido como Rostra ad Divi Iuli, se llama también Rostra Diocletiani, debido a la última disposición del edificio.

### Decoración superior del frontón delantero
Por un análisis preciso de las monedas antiguas, es posible determinar dos series diferentes de las decoraciones para la parte superior del frontón delantero del templo. Lenguas de fuego (de incierta identificación) decoraban el frontón, como en las antefijas decoradas etruscas, similares a la decoración del Templo de Júpiter en la colina Capitolina. Las lenguas de fuego quizá recordaban las llamas de la (estrella) cometa en monedas del período de Augusto. Con una estrella como la decoración principal del tímpano, como se puede ver en las monedas de Augusto, todo el templo tenía la función de representar a la (estrella) cometa que anunciaba la deificación de Julio César y el principado de Augusto, tal como relata Plinio el Viejo.
Una estatua en el vértice del frontón y dos estatuas en las esquinas de los extremos, la decoración clásica de los frontones en los templos romanos, datan del reinado de Adriano. 
Otros edificios de la época de Augusto con este tipo particular de decoración de estilo etrusco aparecen en las monedas, así como en representación de la sección frontal de la Curia.

### La hornacina y el altar
La hornacina y el altar enfrente del podio del templo son también un problema de interpretación basada en la escasez de los datos. Eran visibles en 29 a. C. cuando el templo fue dedicado y cuando se acuñaron series de monedas de Augusto con el templo de César desde el 37 a. C. al 34 a. C. Para el período posterior a la acuñación de monedas de la serie no hay evidencia clara. Se sabe que en un momento determinado el altar se retiró y la hornacina se rellenó y cerró con piedras para crear una pared continuada en el podio del templo. Esto sucedió, según diversas hipótesis, ya sea el 14 a. C., o probablemente antes del siglo IV, o después de Constantino I o Teodosio I, debido a las preocupaciones religiosas sobre el culto pagano del emperador.

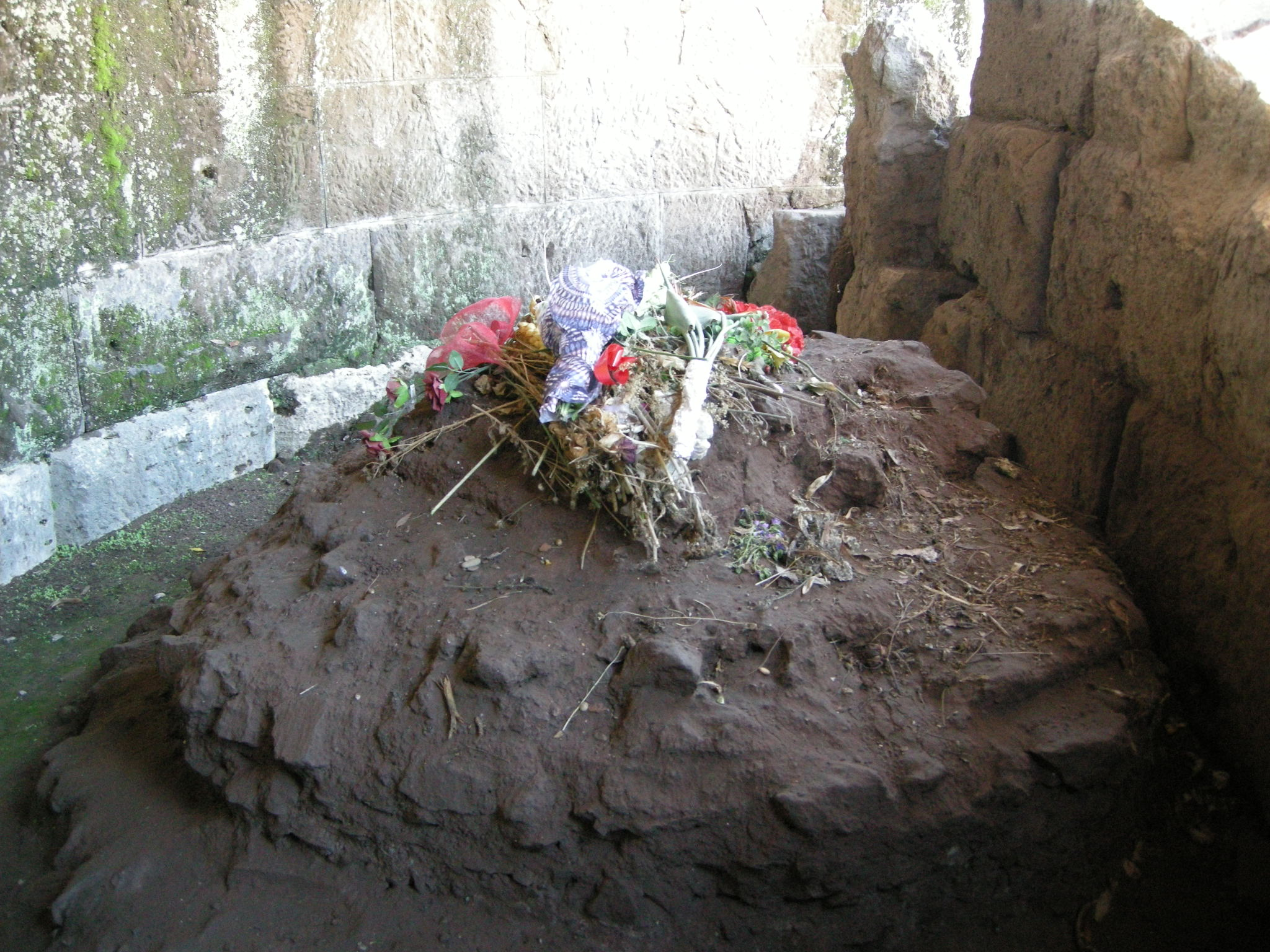
Flores en el altar de Julio Cesar.

Puesto que el altar otorgaba derecho de asilo, parece extraño que el altar se eliminara poco después del año 14 a. C.
Richardson y otros investigadores plantean la hipótesis de que la hornacina rellenada pudiera no ser un altar a Julio César, sino el puteal Libonis, el viejo bidental utilizado durante los juicios en el Tribunal Aurelium para juramentos públicos. Según C. Hülsen la estructura circular visible bajo el Arco de Augusto no es el puteal Libonis, y otros elementos circulares cubiertos de travertino cerca del Templo de César y el Arcus Augusti son demasiado recientes como para pertenecer a la época de Augusto.

### Las medidas
El templo mide 26,97 m de ancho por 30 m de largo, lo que se corresponde con 91 por 102 pies romanos. La zona de podio o plataforma fue de al menos 5,5 m de altura (18 pies romanos), pero solo 3,5 m en la parte delantera. Las columnas, si eran corintias, medían probablemente de 11,8 a 12,4 m de altura, que corresponde a 40 o 42 pies romanos.

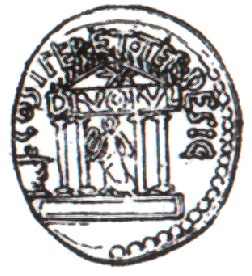
Moneda de la época de Augusto de 37-34 a. C. con una representación del templo de César. Son visibles el altar, una estatua de César velado y con un lituus, y una estrella en el tímpano.

### Materiales
- Toba volcánica (partes interiores del edificio)
- Opus caementicium (partes interiores del edificio)
- Travertino (paredes del podio y la cella)
- Mármol (revestimiento del podio, columnas, entablamento y frontón del templo; probablemente mármol de Luni, es decir, mármol de Carrara)

### La decoración y la posición de los restos

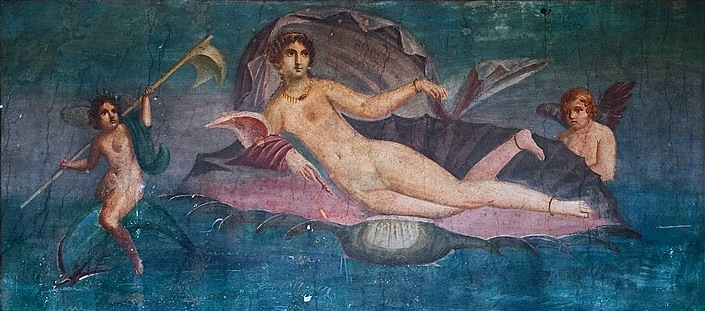
Un mural pompeyano de Venus Anadiomena. Este fresco es probablemente una copia pompeyana del trabajo del famoso Apeles, que representa a la amante de Alejandro Magno Campaspe como Venus, una obra que se conservaba en el templo de César después de la dedicatoria de este trabajo al santuario de César por Augusto.

El friso era un patrón repetitivo con cabezas femeninas, gorgonas y figuras aladas. El tímpano, al menos durante los primeros años, probablemente tenía una estrella colosal, como se puede ver en las monedas de Augusto.
La cornisa tenía dentículos y modillones tipo viga (uno de los primeros ejemplos de la arquitectura de templo romano) y los lados inferiores decorados con paneles rectangulares estrechos llevando flores, rosas, discos, coronas de laurel y conos de piña. Los restos de las decoraciones, incluyendo elementos de representación de una victoria y adornos florales, son visibles en el yacimiento o en el Museo del Foro (Antiquarium Forense).

### Interior
Augusto utilizó el templo de dedicar los despojos de guerra como ofrendas. Contenía una estatua colosal de Julio César, velado como pontífice máximo, con una estrella en la cabeza y llevando el lituus augural en su mano derecha. Cuando las puertas del templo se dejaban abiertas, era posible ver claramente la estatua de la plaza principal Foro Romano. En la cella del templo había una pintura famosa de Apeles representando a Venus Anadiomena. Durante el principado de Nerón, la pintura de Apeles se deterioró y no pudo ser restaurada, de manera que el emperador la sustituyó por otra de Doroteo. Hay también otra pintura de Apeles, que representa a los Dioscuros con Victoria.